# Adalric de Souabe
 (janvier 2025).
Pour les articles homonymes, voir Adalric et Alaric.
Saint Alaric, également nommé Alaric d'Ufenau, de son vrai nom Adalric de Souabe, ou Adalric d'Einsiedeln, né vers 950, fut moine au monastère d'Einsiedeln puis ermite sur l'île d'Ufenau. Il est mort le 29 septembre 973.

## Biographie
Adalric est le fils de la duchesse Reginlinda de Nellenburg et du duc Burchard II de Souabe.
Il a été prêtre dans l'église de Saint-Pierre-et-Paul, qui avait été érigée par sa mère. Il entre ensuite dans l'Ordre bénédictin au monastère d'Einsiedeln et reçoit l'obédience de gardien du monastère.
Après avoir attrapé la lèpre, la duchesse Reginlinda de Nellenburg s'est exilée sur l'île d'Ufenau avec lui. Il résida par la suite entre l'île d'Ufenau et la forêt d'Einsiedeln en ermite.
Son lieu de sépulture se trouve dans l'église Saint-Pierre-et-Paul, tandis que le sarcophage baroque, aujourd'hui vide, a été déplacé à l'église Saint-Martin (toutes deux sur l'Ufenau). Reconnu saint par l'Église catholique, il est fêté le 29 septembre.

## Culte
Adalrich est vénéré depuis le 14e siècle. Un autel a été érigé en son honneur dès 1372, la tombe a été ouverte en 1659 et les ossements ont été enterrés dans un sarcophage et transférés à Einsiedeln en 1959. Depuis le XVIIe siècle, il est vénéré à Einsiedeln et Freienbach, où l'église paroissiale lui est dédiée.

## Images

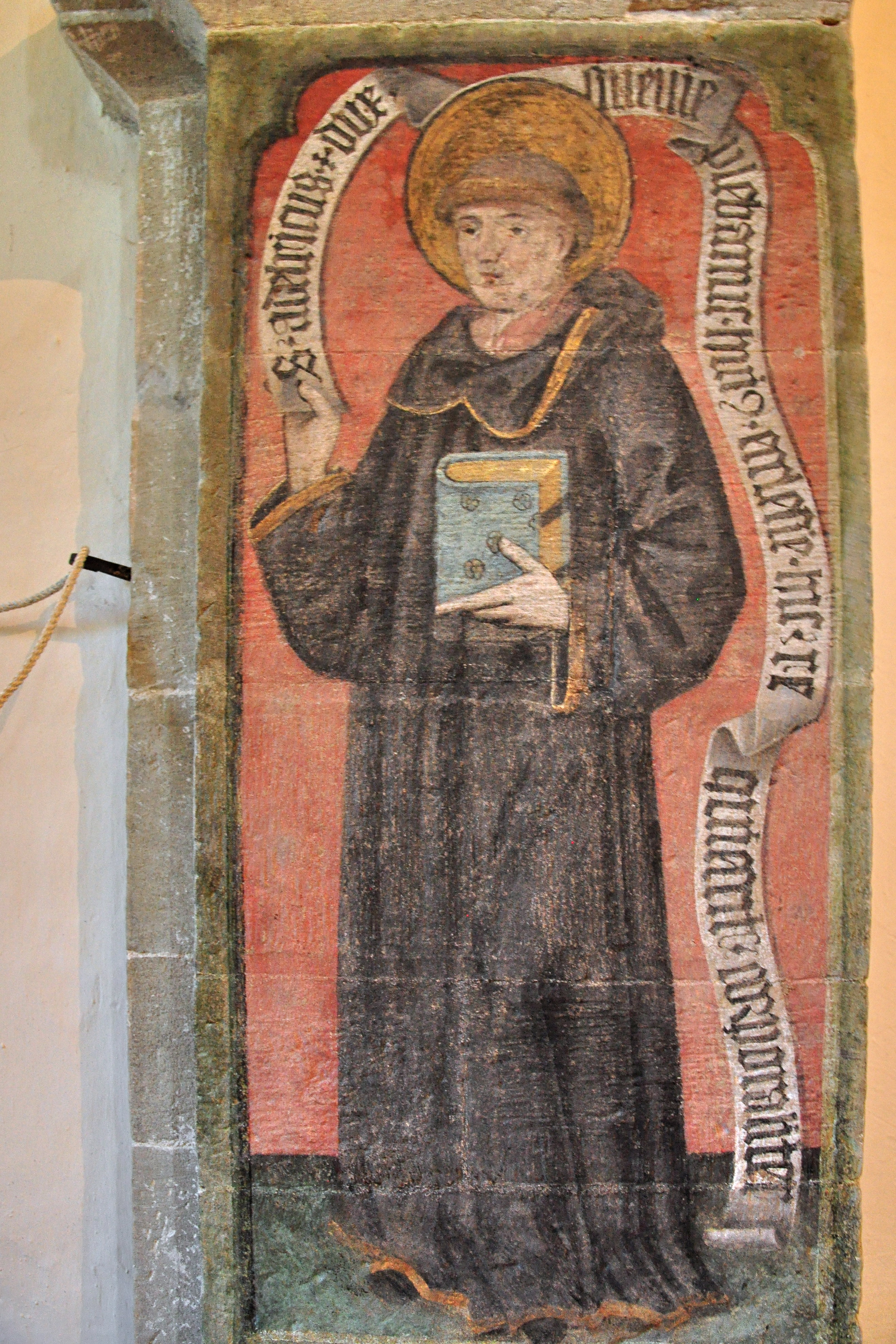
Fresque de Saint Aldéric dans l'église St. Peter und Paul auf der Ufnau.
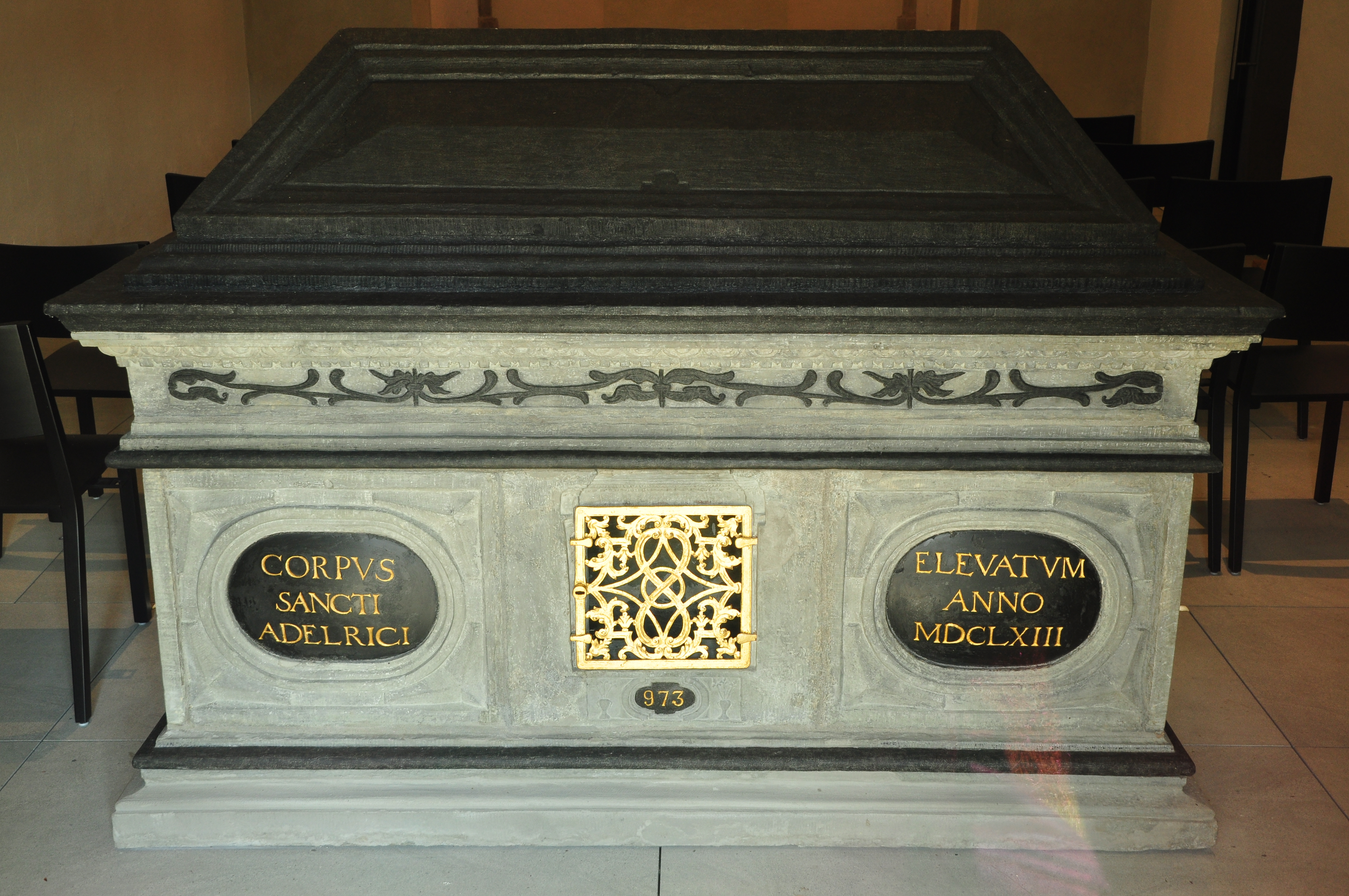
Sarcophage baroque dans l'église St. Martin.
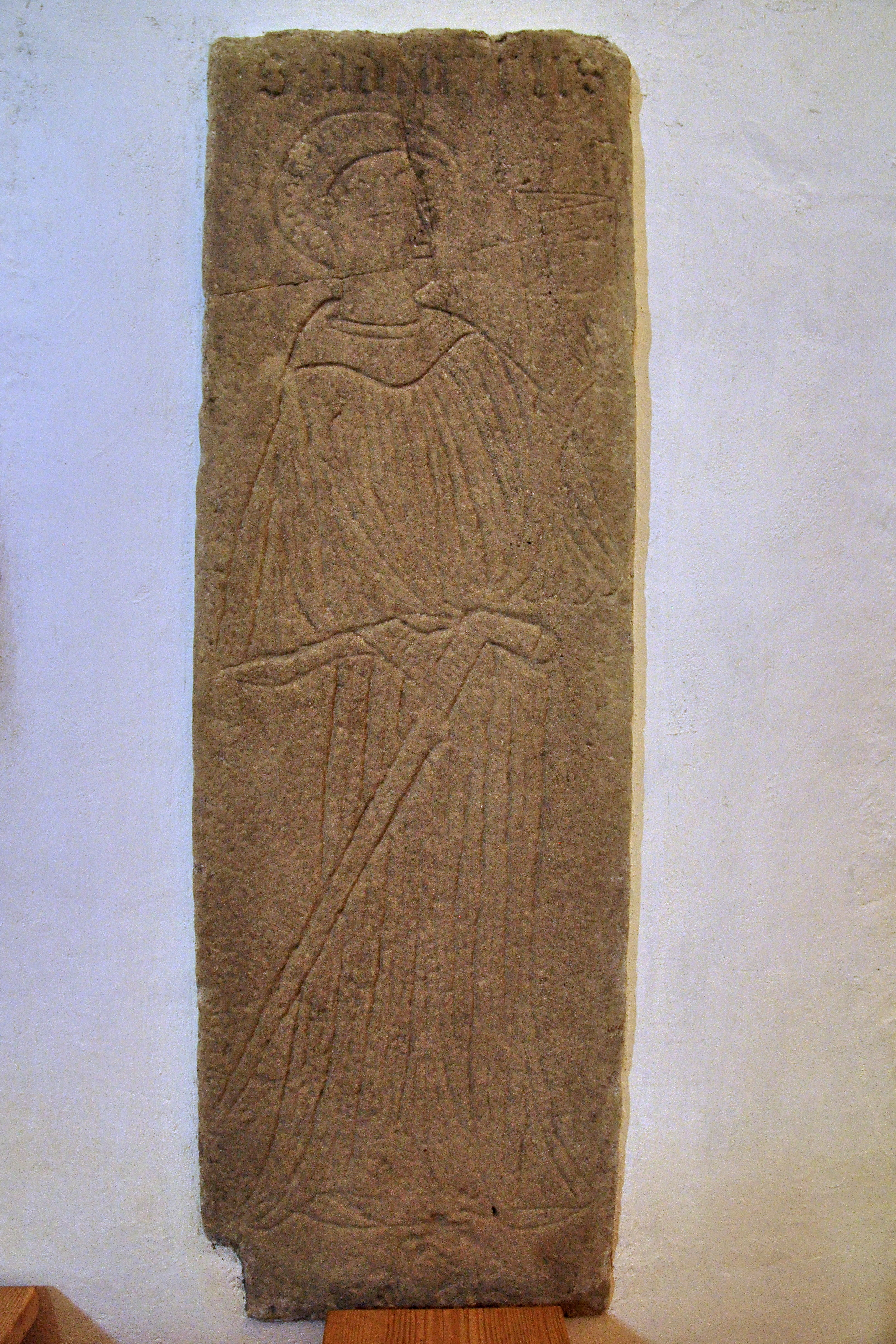
Représentation d'Adalrich sur une pierre tombale sur l'Ufnau.
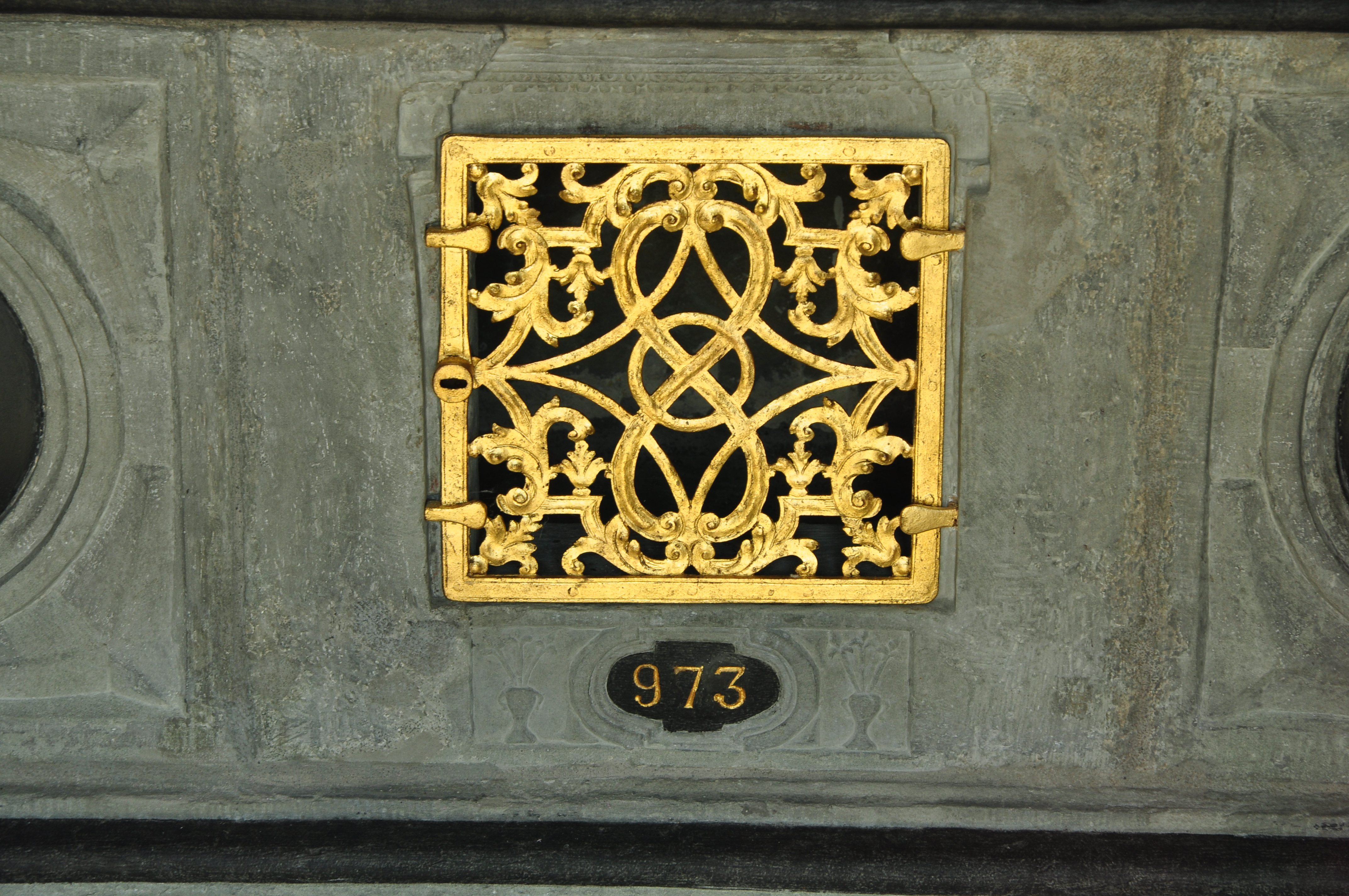
Année de la mort sur le sarcophage du XVIIe siècle.
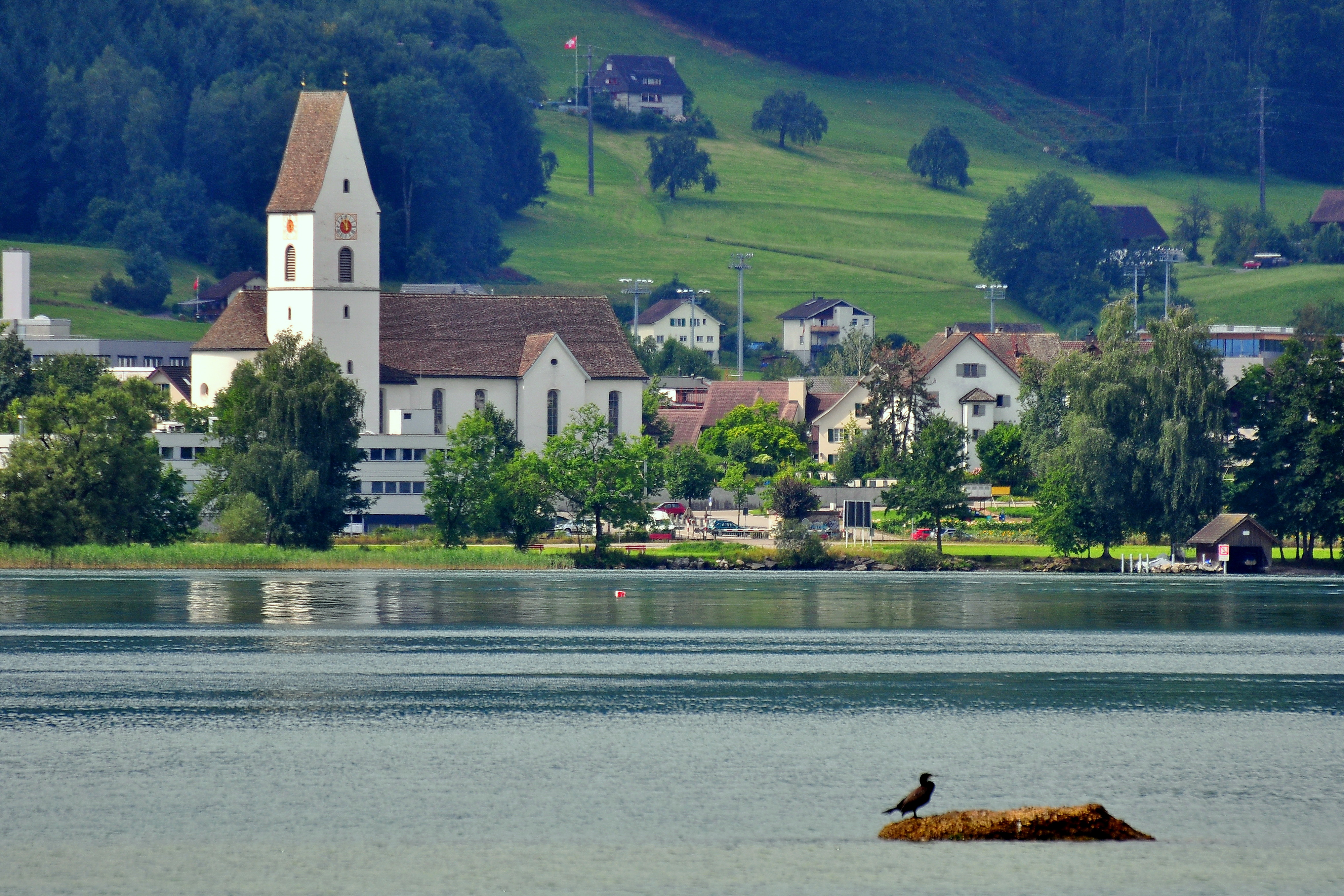
Église paroissiale Saint-Adalric à Freienbach, sur l'île d'Ufenau.